# Monoszacharid
A monoszacharidok az egyszerű szénhidrátok csoportjába tartoznak: valójában a legegyszerűbb szénhidrátok, amelyek savas hidrolízissel nem bonthatók kisebb egységekre. 
A monoszacharidok a legegyszerűbb formájú szénhidrátok: vagyis olyan vegyületek, amelyek szén, hidrogén és oxigén atomokból állnak - ezeket a molekulákat szilárd halmazállapotban (szobahőmérsékleten) a legerősebb másodrendű kötések (hidrogén-hidak) tartják össze. A monoszacharidok a CnH2nOn (n= 1, 2, 3…) összegképlettel jellemezhetők. Molekuláikban a szénatomok láncokká, illetve gyűrűkké rendeződnek (egymáshoz kapcsolódva), a hidrogénatomok pedig vagy ezekhez a szénatomokhoz, vagy a szintén a szénatomokhoz kötődő oxigénatomokhoz kapcsolódnak. A monoszacharidokban hidroxil- illetve oxocsoportokat (mint funkciós csoportokat) találunk.
Köznapi néven cukrok: általában színtelen, szagtalan, vízben oldódó kristályos anyagok, egy részük édes ízű. 
A monoszacharidokat csoportosíthatjuk a felépítő szénatomok száma szerint. Jellegzetes monoszacharid csoportok például: 
- triózok (3 szénatomból álló monoszacharidok)
- pentózok (5 szénatomból álló monoszacharidok)
- hexózok (6 szénatomból álló monoszacharidok).

A monoszacharidok csoportosíthatók az oxocsoport helyzete szerint is:
- ha az oxocsoport a nyílt láncú formában a szénlánc végéhez kapcsolódik (vagyis aldehidcsoportként működik), aldózokról;
- ha az oxocsoport a nyílt láncú formában a szénlánc közepén helyezkedik el (vagyis ketocsoportként működik), ketózokról beszélünk.

A két csoportosítás egymást kiegészíti: a szőlőcukor (glükóz) például az aldohexózok csoportjába tartozik, míg a fotoszintézis sötét szakaszának egyik kulcsmolekulája, a ribulóz a ketopentózokéba. Ez azt jelenti, hogy a szőlőcukor hat szénatomot és láncvégi oxocsoportot, míg a ribulóz öt szénatomot és láncközi oxocsoportot tartalmazó molekulákból áll.
A monoszacharidokat kémiai nevük mellett gyakran hagyományos néven (például: gyümölcscukor) vagy régies tudományos néven (például: fruktóz) nevezzük.
A monoszacharidok közé tartozik például a glükóz, fruktóz (levulóz), galaktóz, xilóz és ribóz.
A monoszacharidok a diszacharidok, például a répacukor, valamint a poliszacharidok (cellulóz, keményítő) építőelemei. Alapvető szerepet töltenek be a sejtszintű anyagcserében (úgy a sejtlégzésben, azaz a sejt energianyerő folyamataiban, mint például a fotoszintézisben), a szervezet energia-háztartásában (a glükóz vérplazmában oldott mennyisége adja a vércukor-szintünket). Emellett a monoszacharidok a nukleotidok és nukleinsavak, valamint számos alkaloid fontos építőkövei.
A monoszacharidok szénláncában a hidroxil-csoportot tartalmazó szénatomok (a láncvégieket leszámítva) királisak, így ugyanahhoz az összegképlethez több optikai izomer is tartozik. Például mind a galaktóz, mind a glükóz aldohexóz, de különböző fizikai és kémiai tulajdonságokkal rendelkeznek.